# Branko Radičević
Branko Radičević (Бранко Радичевић), född 28 mars 1824 i Slavonski Brod, död 1 juli 1853 i Wien, var en serbisk författare.
Radičević studerade medicin i Wien och gjorde där bekantskap med Vuk Karadžić och Đuro Daničić, som främjade hans poetiska utveckling. Han var en finkänslig lyriker i folklig stil och hade stort inflytande på den sydslaviska ungdomen. Främst står hans lyriska diktcykel Djački razstanak (Skilsmässan från skolkamraterna), en nationellt färgad elegi till ungdomen. Mindre lyckad var han som romantisk epiker, till exempel i Hajdukov grob översatt av Alfred Jensen, "Hajdukgrafven" i "Finsk Tidskrift" 1891). Radičevićs samlade dikter, Pesme, utgavs 1900.